# Municipio de Clark (condado de Faulk)
El municipio de Clark (en inglés: Clark Township) es un municipio ubicado en el condado de Faulk en el estado estadounidense de Dakota del Sur. En el año 2010 tenía una población de 27 habitantes y una densidad poblacional de 0,29 personas por km².

## Geografía
El municipio de Clark se encuentra ubicado en las coordenadas 45°12′7″N 99°22′44″O / 45.20194, -99.37889. Según la Oficina del Censo de los Estados Unidos, el municipio tiene una superficie total de 92.98 km², de la cual 87,68 km² corresponden a tierra firme y (5,7 %) 5,3 km² es agua.

## Demografía
Según el censo de 2010, había 27 personas residiendo en el municipio de Clark. La densidad de población era de 0,29 hab./km². De los 27 habitantes, el municipio de Clark estaba compuesto por el 100 % blancos. Del total de la población el 0 % eran hispanos o latinos de cualquier raza.